# CTP (firma)
Skupina CTP je česká developerská společnost, zabývající se stavbou a pronájmem komerčních prostor, jako jsou průmyslová a logistická centra nebo kancelářské komplexy. Skupina CTP má dvě části: společnost CTP Invest, která skupuje půdu a staví nové průmyslové nemovitosti, a společnost CTP Property, která se zabývá dlouhodobou správou těchto nemovitostí. CTP je vlastníkem průmyslových a logistických parků na více než 100 místech v šesti zemích Evropy (v České republice, na Slovensku, v Maďarsku, Rumunsku, Polsku a Srbsku).

## Historie
Společnost byla založena v roce 1998 v Humpolci Remonem Vosem, Eddy Maasem a Johanem Brakemou. První stavbou bylo sídlo společnosti v Humpolci o velikosti 5 000 m². V roce 2007 společnost vlastnila průmyslové budovy s pronajímatelnou plochou 1 milion metrů čtverečních, v roce 2020 činilo portfolio průmyslových a kancelářských ploch již 6 milionu metrů čtverečních. Výkonným ředitelem je Remon Vos, který se do Čech přestěhoval v 90. letech 20. století. Finančním ředitelem skupiny je Richard Wilkinson, který byl do funkce jmenován v roce 2018.

## Cíle společnosti

### Udržitelnost a ochrana životního prostředí
Společnost CTP si stanovila cíl být do konce roku 2023 provozně uhlíkově neutrální. CTP pro 90 % svého portfolia průmyslových nemovitostí získala certifikaci BREEAM. V roce 2012 se CTP stala první společností mimo Velkou Británii, která pro své portfolio kancelářských budov získala certifikaci BREEAM Excellent. Cíle společnosti CTP v oblasti udržitelného rozvoje zahrnují i certifikaci ISO pro systémy environmentálního a energetického managementu pro celé portfolio. Všechny budovy CTP v České republice a Rumunsku již získaly certifikaci ISO 14001 (Environmentální management) a 50001 (Energetický management).[zdroj?]

### Bezodpadovost
Jako pilotní projekt si společnost CTP vybrala Spielberk Office Center v Brně, kde je jejím cílem dosáhnout nulového odpadu a principů oběhového hospodářství. Postupně tento princip plánuje aplikovat na celé své kancelářské portfolio.[zdroj?]

### Solární energie
Společnost CTP se zavázala, že od roku 2020 budou všechny budovy připravovány na instalaci fotovoltaických panelů. Uzavřela také spolupráci se společností,[ujasnit] od které získává 100% obnovitelnou energii.[zdroj?]

### Lesy
V rámci ochrany životního prostředí se společnost zavázala investovat do lesních rezervací v celé střední a východní Evropě v poměru 1 : 1 k vybudovanému portfoliu.[ujasnit] Jako první krok zakoupila CTP v říjnu 2019 svou první lesní rezervaci v České republice poblíž Mladé Boleslavi.

### Společenská odpovědnost
Společnost CTP se snaží podporovat komunitní organizace zaměřené na děti a dospívající. Je například generálním partnerem projektu organizace YourChance Začni správně, jehož cílem je prosazovat změny v oblasti finanční gramotnosti a podnikání mezi žáky základních a středních škol v České republice. Pomáhá také integraci mladých dospělých opouštějících dětské domovy nebo pěstounskou péči a podporuje studenty technických oborů. V České republice také podporuje Nadaci Terezy Maxové a na Slovensku nevládní organizaci „Úsmev ako dar“.[zdroj?]

## Projekty

### Projekt Artwall
V roce 2017 oslovila společnost CTP umělce z celé Evropy a dala jim možnost realizovat jejich umění na stěnách industriálních hal patřících společnosti CTP, a to formou soutěže. Pro realizaci vítězných návrhů byly v úvodu vybrány budovy v CTParku Humpolec a CTParku Prague Airport. Vítězné návrhy umělců byly vyhlášeny 20. června 2017 v Galerii Mánes v Praze. Vítězi soutěže CTP Art Wall se stali belgický umělec DZIA a Čech Michal Škapa jako TRON. V Humpolci vzniklo dílo na podzim 2017 v kooperaci s DZIOU, který tvoří nástěnné malby (mural art) po celém světě.[zdroj?] Na celé akci se podílel tým dalších devíti umělců z České republiky a Slovenska. Další nástěnná malba vznikla na boční stěně CTParku Prague Airport v Kněževsi v červenci 2020. Jedná se o zatím největší mural art v České republice a jeden z největších na celém světě.[zdroj?] Vytvořil ho umělec Michal Škapa, který pomaloval plochu haly CTP.

### Domeq
V listopadu 2017 otevřela společnost CTP ve svém business parku Ponávka v centru Brna tzv. Domeq. Jedná se ubytovací zařízení pro studenty a mladé zaměstnance v Brně, kteří zde studují nebo jsou na stáži u některé z místních technologických firem v areálu. Ubytovací zařízení nabízí 59 pokojů a apartmánů celkem pro 309 zájemců. Domeq byl plně obsazený již rok po svém otevření.[zdroj?] Zařízení v sobě kombinuje prvky hotelového a rezidenčního bydlení. CTP nyní[kdy?] plánuje výstavbu dalších dvou krátko- a střednědobých ubytovacích zařízení Domeq II a Domeq III.

### Projekt Vlněna

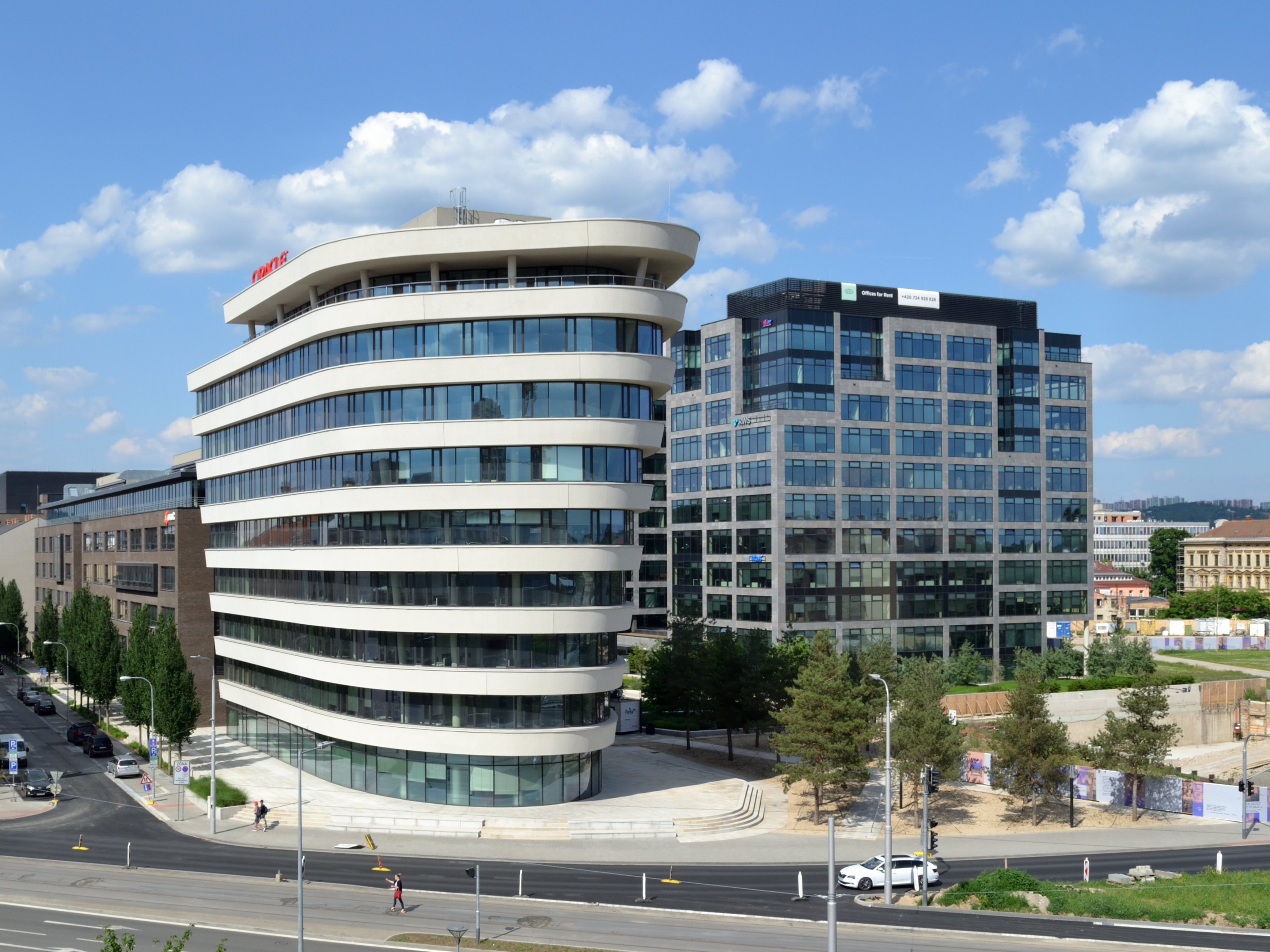
Vlněna Office Park v Brně

Na podzim 2018 dokončila společnost CTP první fázi přestavby brněnského areálu Vlněna a došlo k otevření první z mnoha kancelářských budov vystavěných na ploše bývalé textilní továrny. Kancelářský komplex Vlněna byl dokončen v roce 2020 a poskytl 70 tisíc metrů čtverečních kancelářských ploch. Mezi nájemce patří velké IT firmy, jako např. Avast, Moravia IT, Oracle a SRTV. Všechny budovy jsou certifikovány BREEAM Excellent. Celková investice developera se odhaduje na 160 milionů eur (4,1 miliardy Kč).[zdroj?]

## CTParky ve střední a východní Evropě
CTPark Network je největší[zdroj?] integrovanou sítí průmyslových a logistických center ve střední Evropě, zahrnující přes 100 lokalit v České republice, na Slovensku, v Maďarsku, Srbsku, Rumunsku a Polsku.

### CTParky v Maďarsku
Společnost CTP vstoupila na maďarský trh v roce 2015. V roce 2017 společnost koupila logistický projekt Rozália Park v západní Budapešti. V roce 2020 zde CTP disponuje portfoliem o pronajímatelné ploše celkem 498,33 tisíce metrů čtverečních v celkem 9 parcích.

### CTParky v Rumunsku
V roce 2015 se součástí sítě CTParků stal Cefin Arad s rozlohou 44 456 m2. Téhož roku se do sítě CTParků přidaly další areály: v březnu 2015 HEE Mercury s rozlohou 31 146 m2, v červenci 2015 následoval Deva Logistic Center S.A. s rozlohou 24 980 m2 a CTPark Timisoara (2 hektary). V roce 2017 společnost CTP rozšířila CTPark Bucharest West – na celkovou rozlohu 70 hektarů. V témže roce firma také investovala 13 milionů eur do rozvoje CTParku Timisoara II. K expanzi CTP na rumunském trhu přispěla i akvizice logistického parku Chitila a logistického centra Phoenix. V roce 2020 je v Rumunsku postaveno celkem 15 CTParků o celkové rozloze 1,5 milionu metrů čtverečních.

### CTParky v Polsku
V roce 2017 se síť CTParků rozšířila do Polska, kde v budoucnu[kdy?] nabídne téměř 71 tisíc metrů čtverečních zastavitelné plochy. Nový logistický park byl postaven v Opolí. Na začátku roku 2018 zveřejnila společnost CTP svůj záměr vystavět nový logistický park také v Iłowě. V roce 2020 vlastní CTP v Polsku celkem 3 parky o celkové rozloze 42,35 tisíce metrů čtverečních.

### CTPark na Slovensku
V roce 2015 expandovala společnost akvizicí DNV Logistics Parku, který byl zahrnut do sítě CTParků pod názvem CTPark Bratislava, na Slovensko. Další CTParky na Slovensku se nacházejí v Žilině, Voděradech, Nitře, Trnavě a Košicích. V současnosti provozuje CTP na Slovensku celkem 10 parků o celkové rozloze 421,4 tisíce metrů čtverečních.

### CTPark v Srbsku
Developerská společnost CTP informovala v roce 2018 o plánované expanzi do Srbska. Celková investice ve výši 75 milionů eur zahrnovala nákup nemovitostí v Bělehradě a výstavbu ve městě Novi Sad. Investice rovněž finančně pokryla výstavbu 120 tisíc pronajímatelných ploch. K roku 2020 vlastní CTP v zemi 4 parky o celkové rozloze 58,77 tisíce metrů čtverečních.

### CTPark na Ukrajině
Společnost CTP získala v roce 2015 ve Lvově území o rozloze 23 hektarů a plánovala na něm vystavět CTPark.  

## Kontroverze

### Vyhýbání se daním
Finanční úřad v Humpolci zjistil při kontrole v roce 2011, že CTP vyváděla zisky z české pobočky do daňového ráje v Lucembursku. Po letech soudních sporů potvrdil v dubnu 2016 Nejvyšší správní soud rozsudek za agresivní daňové plánování a zneužití práva. CTP tak byla nucena finančnímu úřadu zaplatit částku ve výši několika desítek milionů korun. Přesná částka nebyla zveřejněna.

### Neoprávněné úpravy pozemků v Brně
V roce 2014 se během jednání s městským zastupitelstvem o možné výstavbě logistického centra Amazonu v Brně ukázalo, že firma CTP začala s pozemními úpravami městských pozemků ještě před uzavřením smlouvy. Z pozemků byla odvezena ornice a navezena suť. K dohodě s městem nakonec vůbec nedošlo a několik zastupitelů žádalo, aby se případem zabývala Česká inspekce životního prostředí.

### Nelegální stavba v Hradci Králové
V roce 2014 začala CTP také stavět skladové haly na pozemcích v královéhradeckých Svinarech. V březnu 2015 magistrát města Hradec Králové stavbu zastavil, protože CTP neměla pro stavbu platné stavební povolení. Zároveň magistrát odejmul souhlas s rozšířením městské komunikace (vytvoření příjezdové cesty k objektu), který byl potřeba pro možné získání dodatečného stavebního povolení. V listopadu 2015 se CTP snažila získat dodatečné stavební povolení výměnou za sedmimilionový dar městu, ale byla odmítnuta. Kriminální policie zároveň s tím obvinila společnost CTP z podplácení. CTP obvinění odmítla a podala stížnost proti postupu policie. Krajské státní zastupitelství v Hradci Králové zrušilo trestní stíhání CTP v únoru 2018. V dubnu 2019 schválila městská rada dohodu o narovnání s CTP, která měla městu zaplatit 15 milionů korun jako kompenzaci. Peníze město plánovalo využít pro stavbu semaforů a parkoviště u královéhradecké fakultní nemocnice.